# Rudolph Marcus
Rudolph Arthur Marcus (Montréal, 1923. július 21. –) zsidó származású kanadai-amerikai kémikus. 1992-ben kémiai Nobel-díjjal tüntették ki „az elektronátadó reakciókról szóló elméletéért a kémiai rendszerekben”.

## Életrajz
Rudolph Marcus a québeci Montréalban született Esther (leánykori nevén Cohen) és Myer Marcus fiaként. Édesapja New Yorkban, édesanyja pedig Angliában született. Családja a litvániai Ukmergėből származik. Zsidó származású, és főként egy montréali zsidó negyedben nőtt fel, de gyermekkorának egy részét az Amerikai Egyesült Államokban, Detroitban is töltötte.

## Fordítás
- Ez a szócikk részben vagy egészben  a   Rudolph A. Marcus című angol Wikipédia-szócikk ezen változatának fordításán alapul.  Az eredeti cikk szerkesztőit annak laptörténete sorolja fel. Ez a jelzés csupán a megfogalmazás eredetét és a szerzői jogokat jelzi, nem szolgál a cikkben szereplő információk forrásmegjelöléseként.